# Stammliste des Adelsgeschlechts Büches

Vierfüßiger Feuerbock

Die Stammliste des Adelsgeschlechts Büches enthält die in der Wikipedia vertretenen Angehörigen und wichtige Zwischenglieder. Die Ritter von Büches/Buches gehörten im Mittelalter zu den am weitesten verzweigten Adelsfamilien der Wetterau. Schon im Laufe des 13. Jahrhunderts spaltete sich die Familie von Buches in die Linien zu Berstadt und zu Höchst auf, von der sich dann die Linien zu Lindheim, zu Staden und zu Wasserlos abzweigten. Alle Linien führen im Wappen den sogenannten vierfüßigen Feuerbock.

## Allgemeines
In einer Urkunde vom 14. September 1173 wird ein „Richardus de Buches“ als Zeuge bei einem Rechtsakt genannt. Dieser Richard von Buches gehörte zur Mannschaft der Burg Gelnhausen, stand also in Diensten der staufischen Kaiser.
Im Mai 1268 stifteten die Ritter von Buches und Karben auf ihrem an der Nidder gelegenen Besitz das Zisterzienserinnenkloster zur Hl. Maria im Tal der Engel.
Im Jahre 1280 ließ Rupert von Buches zu Lindheim eine Kapelle erbauen.
Agnes von Buches vermachte 1301 dem Kloster Engelthal Güter in Büches und Düdelsheim.
Johannes von Buches verstarb um 1318 im Kloster Engelthal.
Vor 1346 heiratete Herdan von Buches zu Berstadt die Tochter des Richwin Schelris von Wasserlos. Die beiden begründen eine Linie, die sich Buches von Wasserlos nennt und bis zur Mitte des 16. Jh. besteht. Der hanauische Amtmann in Babenhausen Richwin II. Schelris von Wasserlos ist 1360 mit der Tochter eines Herdan Buches von Berstadt verheiratet.
In einer Urkunde von 1375 werden Rychwin und Hermann Schelris als Vasallen genannt, letzterer starb ohne männlichen Erben. Die hierdurch apert gewordenen Lehenstücke sind die nehmichen, welche Hanns von Buches zu neuen Mannslehen erhielt.
Die Familien von Bicken, von Buches, von Schwalbach, Küchenmeister, von Schleifras, gründeten und konzentrierten die zwei adeligen Höfe zu Wasserlos, teils aus den Besitzungen der ausgegangenen Schelrisse von Wasserlos, teils aus neuen Akquisitionen.
Lutherus von Buches (auch Büches) war Kanonikus im Dom zu Mainz und von 1354 bis 1359 Probst am Stift St. Peter und Alexander in Aschaffenburg, er starb am 20. Oktober 1359.
Im Laufe des 16. Jahrhunderts ist die Familie der Ritter von Buches ausgestorben.

## Stammliste
Herdenus von Buches * 1215

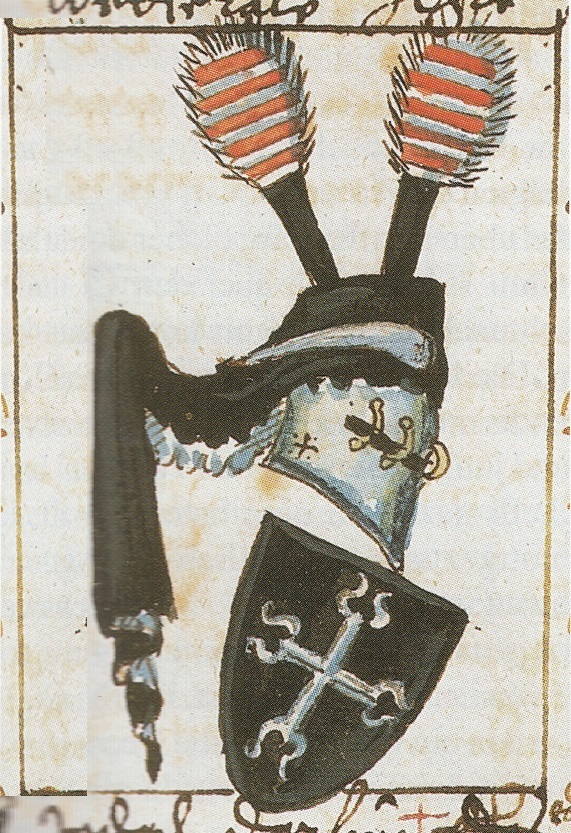
Wappen Buches zu Berstadt

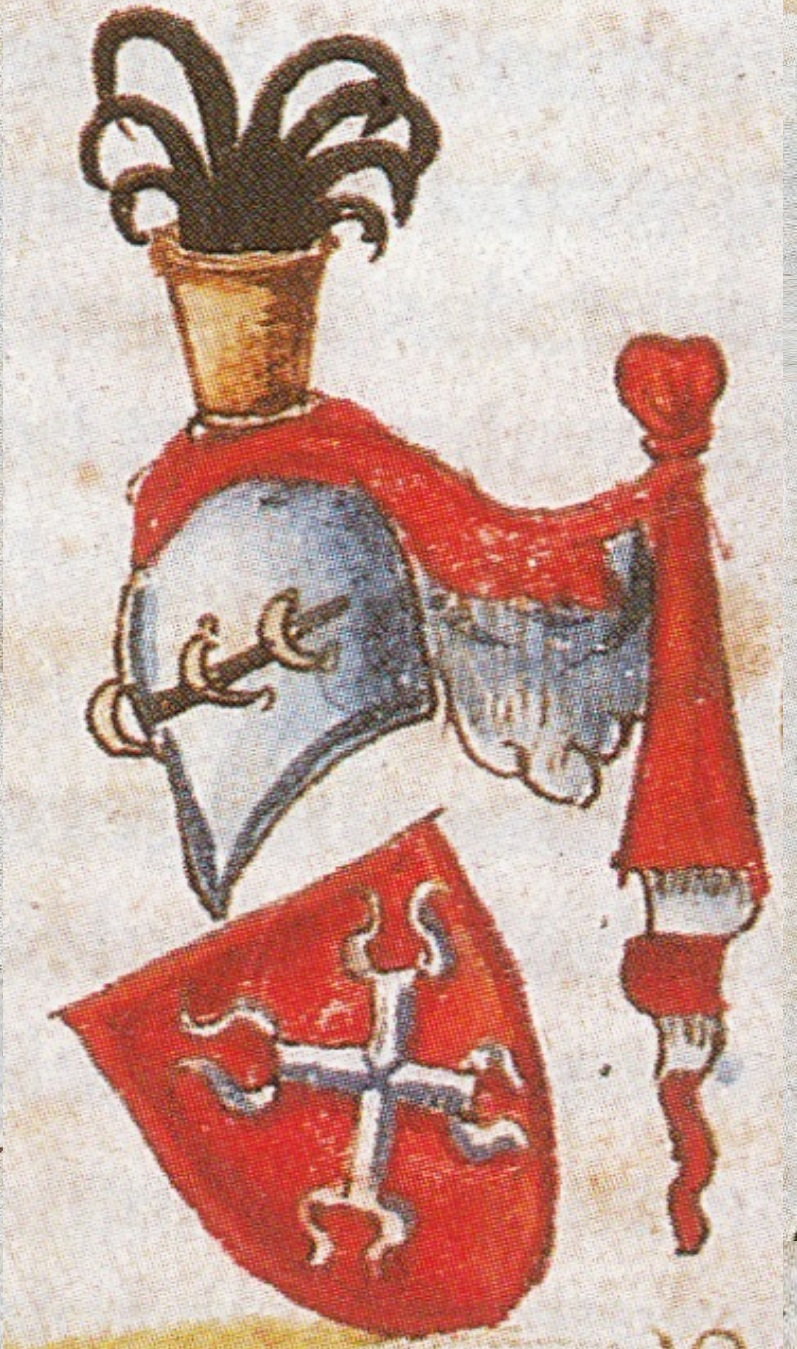
Wappen Buches zu Wasserlos

1. Konrad von Buches zu Höchst * um 1245 † 1294 ⚭ Irmengardis Milchling von Cleen * um 1245 T.d. Konrad von Milchling Cleen u.d. Alberadis ?
  1. Konrad von Buches zu Höchst (Buches zu Berstadt) * um 1275 † nach 1325 1.⚭ NN 2.⚭ Cysa
    1. Johann von Buches zu Höchst † vor 1361 ⚭ NN
      1. Johannes von Buches zu Höchst † nach 1392 ⚭ NN
        1. Henne (Herman) von Buches, der Alte 1409 zu Wasserlos, 1424 zu Höchst ⚭ Metze Schelm von Bergen
          1. Philipp von Buches 1.⚭ 1433 mit Else von Erffortshausen † 2.⚭  1438 Grete von Erffortshausen (Schwester) † 1450 in Wasserlos.
            1. Johann von Buches zu Wasserlos  * nach 1438 in Wasserlos, Vogt in Seligenstadt, 1486 Amtmann in Alzenau (Bemerkenswert ist, dass er verpflichtet wird, sich einen „reisigen Knecht“ und zwei „reisige Pferde“ (Streitrösser) jederzeit wohlgerüstet zu halten), er ist der Besitzer des Wasserloser Gutes. † 18. September 1502, ⚭ 1485 Gertraudt Eisenberger (*1461 † 1519 in ihrem Witwensitz bei Gelnhausen)
              1. Johann von Buches – Hans von Buches zu Wasserlos 1517 Vogt in Seligenstadt † 1536  ⚭ Barbara von Schönborn
                1. Philipp von Buches † 1539
                2. Hans Caspar von Buches zu Wasserlos 1575 ist er zu Wasserlos als letzter der Wasserloser Linie verstorben.
                3. Ermgart von Buches † nach 1550 ⚭ Heinrich von Bergen-Kessel
                4. Genovefa von Buches † nach 1550 ⚭ Anton von Kettig
                5. Margarete von Buches † nach 1550

              2. Ludwig von Buches
              3. Elisabeth von Buches (* 1476 in Wasserlos; † 18. September 1502 in Gedern) ⚭ 7. Januar 1499 Peter von Eisenberg(er) Peter III. Eisenberger (* 30. Januar 1478; † 1530 in Ober-Seemen), erschlagen beim amtlichen Eintreiben von Geldern, 1501–1514 Schultheiß in Ranstadt 1513 belehnt
              4. Christina von Buches  ⚭ Philipp Waßmud von Ortenberg

          2. Eberhard von Buches * 1438 † 1485 ⚭ Gute von Schwalbach
            1. Else von Buches † 1485
            2. Anna von Buches † 1482 Dietrich von Specht-Bubenheim
            3. Johann von Buches † 1502  ⚭ NN
              1. Eberhard von Buches † 1526

          3. Johann von Buches † 1475
          4. Metze von Buches ⚭ Guntram von Biedenfeld * 1458 † 1543 S.d. Zacharias von Biedenfeld u.d. Margarethe Bang, 1476 Burgmann zu Friedberg, 1485 Köln, Lehen zu Hallberg

    2. Konrad von Buches zu Berstadt * um 1345 † vor 1401 ⚭ Bytzel von Bellersheim
      1. Fritze von Buches * um 1375 ⚭ Leuckel von Rödelheim * 1384 T.d. Winter Von-Preungesheim-Bruningesheim-Rödelheim u.d. Demud Ulner
        1. Johan von Buches * 1385 in Wasserlos ⚭  N. von Muschenheim * 1390 in Muschenheim (Muschenheim ⚭  Eschzell)
          1. Elisabeth (Elsa) von Buches * um 1415 in Wasserlos † 1495 in Ortenberg 1.⚭ vor 1451 Cuntze Bils * 1415 in Nidda † vor 1452 Rentmeister in Nidda; 2.⚭ am 24. Juni 1452 in Butzbach Peter Eisenberger * 1409 in Ortenberg, von 1441 bis 1459 Diener von Ortenberg, Amtmann Wiprecht von Rosenbach, von 1451 bis 1459 Zentgraf und Amtmann zu Butzbach, 1467 Keller in Butzbach, 1475–1483 Keller in Ortenberg † 25. Mai 1488 in Ortenberg
          2. Agnes von Buches *um 1421 ⚭ 1441 Hans von Langsdorf * um 1420 † 1480
2. Ruprecht von Buches zu Höchst * um 1245 † nach 1288 ⚭ Luccardis von Dieburg * um 1245
  1. Hartmann von Buches * um 1265 † nach 1317 ⚭ NN von Kransberg * um 1265
    1. Hartmann von Buches zu Berstadt * um 1285 † vor 1360 1.⚭ Agnes von Groschlag Dieburg * um 1290 T.d. Johannes von Groschlag von Dieburg (um 1260) u.d. Brigitta Von Weingarten, 2.⚭ Gezele Groschlag von Dieburg (um 1290–1360) T.d. Rudolf von Groschlag Dieburg um (1250–1295) u.d. Hedwig von Ullner Dieburg (um 1255- )
      1. Paze von Buches * um 1315 ⚭ Heinrich von Heusenstamm

  2. Wigand von Buches zu Höchst * 1270 1.⚭ Beatrix  2.⚭ Jutta
    1. Ruprecht von Buches * um 1300 † 1359 ⚭ Guda
      1. NN. ⚭ Konrad von Schwalbach

    2. Wigand von Buches zu Höchst * um 1310 ⚭ Grete
      1. Else von Buches * 1352 ⚭ Johann von Stockheim

    3. Karl von Buches
    4. Erwein von Buches
3. Herdan von Buches * um 1265 ⚭ Elisabeth * um 1268[8]
  1. Wigand Herdan von Buches zu Höchst ⚭ Mechela von Morle gen. Beheim * um 1305 T.d. Conrad von Morle gen Beheim u.d. Mechthild von Reifenberg
    1. Cuno I. Herdan von Buches zu Höchst * um 1324 ⚭ Hedwig Lewe (Löwe, Löw) von Steinfurth * 1324 † 1389 T.d. Erwinus II von Löw von Steinfurth (1294–1335) u.d. Luckard von Löw-Steinfurth (1301–1363)
      1. Cuno II. Herdan von Buches zu Höchst * um 1355 † 1402 ⚭ Guda von Cronberg * 1354 † 1382 T.d. Hartmud V. von Cronberg-Starkenburg (1313–1364) u.d. Margarete Holderbaumer (1321–1354)
        1. Cune Herdan III von Buches * 1393 Wappen Buches zu Staden nach Siebmachers Wappenbuch von 1701/05

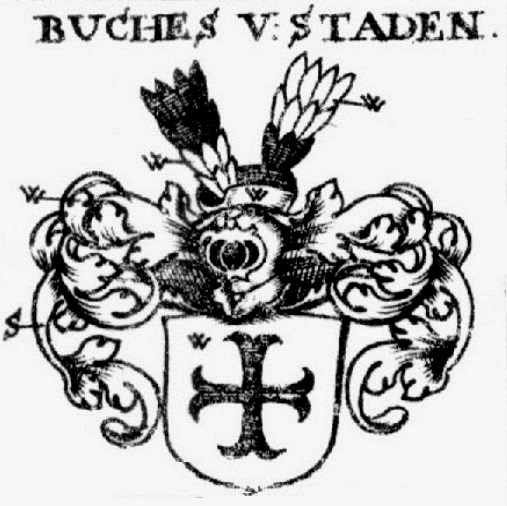
Wappen Buches zu Staden nach Siebmachers Wappenbuch von 1701/05

        2. Hartmann von Buches zu Staden * um 1395 † 1451 ⚭ Grede (Margarethe) von Bellersheim * 1407 † 1472
          1. Bernhard von Buches * 1426 † 1445 ⚭ Else von Kongernheim
          2. Christine von Buches * 1428 † 1445
          3. Cune von Buches * 1430 † 1456
          4. Henne von Buches * 1432 † 1486 ⚭ Margarete von Fechenbach * 1435 † 1486
            1. Cuno von Buches * 1472 † 1503 ⚭ Guta von Ursel * 1473 † 1534
              1. Hellfrich von Buches * 1490
              2. Margarete von Buches * 1491
              3. Anna von Buches * 1493 † 1554 ⚭  Friedrich von Greiffenclau-Volrads * 1493 † 12. Mai 1599 - 10 Kinder
              4. Guta von Buches * 1495

            2. Katharina von Buches * 1473 † 1456 ⚭ Heinrich von Bach † 1496
            3. Philipp von Buches * 1476 † 1503
            4. Henne von Buches * 1477 † 1490
            5. Herdan von Buches b: 1479 † 1490

          5. Heinrich von Buches * 1433 † 1482 ⚭

      2. Wigand Herdan von Buches * 1357 † 1365
      3. Herdan III von Buches * 1359

    2. Franko von Buches * 1325
    3. Herdan II. von Buches  * 1325  ⚭ Cysa
      1. Mechele von Buches † um 1377 ⚭ Guntram von Karben
        1. Ruprecht von Karben † 1429

    4. Uda von Buches * 1353

  2. Franko von Buches * 1306

Margareta von Buches zu Seligenstadt * 1335 ⚭ Henne von Faulhaber zu Wächtersbach * um 1330 † nach 1399 S.d. Hans von Faulhaber zu Wächtersbach (1265-) Hochfürstlich Würzburgischer Rath (1305) u.d. Barbara Rehlinger (1275-)
Nach Biedermann war sie eine von Buches zu Seligenstadt. Diese Linie ist aber sonst nirgends überliefert. Welcher der vier Buches-Linien (Berstadt, Höchst, Lindheim oder Staden) sie tatsächlich entstammt, ist nicht überliefert. Die „von Buches“ waren Ritter und stammen ursprünglich aus dem heutigen Dorf Büches in der Wetterau. Vermutlich war sie eine Enkelin von Hartmann v. Buches und Agnes Groschlag von Dieburg.